# Sargarbha sahita kumbhaka
Sargarbha sahita kumhbaka is een pranayama (ademhalingstechniek) in yoga, waarbij er gebruikgemaakt wordt van een mentale mantra. Pranayama's hebben in yoga een tweeledig nut: de toevoer van zuurstof naar de hersenen en het voorzien van het lichaam van prana, ofwel levensenergie.
Bij de sargarbha sahita kumhbaka wordt er in een bepaald ritme ingeademd, de adem vastgehouden en uitgeademd, terwijl er in gedachten een mantra wordt gezongen. De aangewezen mantra hiervoor is Om, omdat het de kosmische klank van het universum zou zijn. De pranayama wordt uitgevoerd in een kleermakerszit. De linkerhand ligt met de jnana mudra op de linkerknie en de rechterhand vormt de shiva mudra, om afwisselend een van de beide neusgaten te kunnen sluiten. Bij de inademing via het linkerneusgat (ida) wordt er alleen het acht maal in gedachten de ohm-mantra gezongen, bij het inhouden van de adem wordt de mantra tweeëndertig keer herhaald en bij de uitademhaling via het rechterneusgat (pingala) zestien keer. Elke ohm duurt hierbij ongeveer een seconde. Hetzelfde wordt nogmaals herhaald, waarbij er de ademhaling omgekeerd wordt: eerst inademing via rechterneusgat en dan de uitademing via het linkerneusgat. Om de tellen bij te houden, wordt er ook wel meegeteld langs de kralen van een mala (soort rozenkrans).
Een mantra is een lettergreep waarvan de geluidstrilling in het causale en astrale universum zou bestaan. Veel yogi's hechten veel waarde aan mantra yoga, gezien de mantra's tot stilte zouden leiden en een meditatieve staat op zouden leveren. Om wordt ook wel de moeder van alle mantra's genoemd of de oerklank van de schepping. Het staat ook symbool voor wijsheid, omdat het de trillingsklank van Sri Brama is. Volgens Bala Sahib, de Radja van Aundh, zouden de mantra's voor veel Westerlingen duister, kinderachtig of niet zinvol lijken. De radja, die bekend is om zijn aandeel in de verspreiding van de Zonnegroet, had echter de mening dat de stembanden evenveel baat bij beweging hebben als de spieren in het lichaam.
Deze pranayama zou de mentale kracht en souplesse verbeteren en de geest en zintuigen tot rust brengen, waaronder ook beheersing van dorst en eetlust. Wanneer de verhouding van ademhalingen te intensief of juist niet uitdagend genoeg is, kan er in dezelfde verhouding of via de verhouding 1 : 4 :1 ook voor andere ritmes gekozen worden. Iemand die kwakkelt met de gezondheid moet voorzichtig zijn met alle pranayama's waar kumbhaka bij wordt toegepast.
volledige ademhaling · middenrifademhaling · flankademhaling · sleutelbeenademhaling · mondademhaling · neusademhaling

abhyantara bahya stambha vritti · activerende ademhaling · agni prasana · anuloma · anuloma viloma · bhastrika · brahmari · chandra bhedana · chatur mukhi · dirgha sukshma · kapalabhati · kevala kumbhaka · kumbhaka · murcha · nadi sodhana · ohm sahita rechaka · plavini · prachhardana · prana apana samyukta · pratiloma · sahita kumbhaka · sama vritti · samanu · sapta vyahrita · sargarbha sahita kumbhaka · sarva dwara baddha · sithali · sitkari · stambha vritti · sukha purvaka · suksama shwasa prashwasa · surya bhedana · tri bandha kumbhaka · ujjayi · vaya viya kumbhaka · viloma · visama vritti